# Oneonta (Alabama)
Oneonta – miasto w południowo-wschodniej części Stanów Zjednoczonych, w Alabamie, stolica hrabstwa Blount.

## Demografia
- Liczba ludności: 6995 (2023)[1]
- Gęstość zaludnienia: 175,3 os./km²
- Powierzchnia: 39,9 km²